# Абдрахматов, Канатбек Ермекович
Канатбек Ермекович Абдрахматов (род. 28 декабря 1953, Каджи-Сай, Иссык-Кульская область) — киргизский сейсмолог. Президент Национальной академии наук Кыргызстана (с 2022 года). Директор Института сейсмологии НАН КР. Член-корреспондент НАН КР. Доктор геолого-минералогических наук (1996). Профессор. Заслуженный деятель науки Кыргызской Республики (2024).

## Биография
Родился 28 декабря 1953 года в посёлке Каджи-Сай Тонского района Иссык-Кульской области. Киргиз по национальности.
Окончил Фрунзенский политехнический институт (1976) и аспирантуру Института сейсмологии АН Киргизской ССР (1981).
Работал старшим инженером в «Каззапгипроводхозе», инженером и научным сотрудником Института сейсмологии АН Киргизской ССР. С 1988 года — заведующий лабораторией Института сейсмологии Национальной академии наук Кыргызской Республики. Занимал директора Института сейсмологии НАН КР.
Специализируется на сейсмотектонике и геодинамике. В 1996 году успешно защитил докторскую диссертацию. Автор более 170 научных работ, включая 8 монографии. Член-корреспондент Национальной академии наук Кыргызской Республики.
13 ноября 2020 года награждён именными часами Премьер-министра Кыргызской Республики За добросовестную работу и в честь Дня науки Кыргызской Республики.
15 ноября 2022 года назначен исполняющий обязанности президента Национальной академии наук Кыргызстана. На выборах президента НАН КР, которые состоялись спустя неделю 28 ноября 2022 года, Абдрахматов был избран новым руководителем Национальной академии наук Кыргызской Республики.
Автор художественных книг «Ночь» и «Цена». Владеет киргизским, русским, английским и немецкими языками.

## Основные работы
- Четвертичная тектоника Чуйской впадины. Фрунзе, «Илим», 1988.
- Современные движения земной коры и сейсмичность (в соавторстве). Бишкек, «Илим», 1992.
- Современная активность земной коры Тянь-Шаня (в соавторстве). Изв. НАН КР, № 2, 1995.
- Эпицентральная зона Кемино-Чуйского землетрясения (в соавторстве). ' Изв. НАН КР. № 2-3, 1997.
- О кинематике Аламединского разлома (в соавторстве). Изв. НАН КР, № 1, 1997.